# 遊び追求!イッコタス
『遊び追求!イッコタス』（あそびついきゅう!イッコタス）は朝日放送テレビ（ABCテレビ）で2023年7月29日から9月2日まで放送されたバラエティ番組。

## 概要
この番組では、昔から存在する遊びにルールを一つ増やして、「新しい遊び」を試してみるもの。
なお、この番組は『第105回全国高等学校野球選手権大会』の中継を挟むため、放送回数は全4回となった。

## 放送日時
- 2023年7月29日・8月5日・8月26日・9月2日：16:00-16:30

## 出演者
- ダイアン
- 見取り図

## スタッフ
- ナレーション：津田理帆（朝日放送テレビアナウンサー）
- 構成：山口広大、山田泰葉
- CAM：打越尚、岡田陽
- 音声：山崎勝彦
- PA：吉平椋
- 照明：西島亮
- 音響効果：黒澤秀一、谷口夏海
- MA：宮崎海斗、仲本拓矢
- EED：宇田周人、小田雄大
- 技術協力：よしもとブロードエンタテインメント、i-nex、Studio Nest
- メイク：飯田さとみ、進藤祐子
- 美術：小林沙奈美
- CG：熊本幸歩
- 編成：田上英幸（朝日放送テレビ）
- PR：衣川淳子（朝日放送テレビ）
- デスク：服部八壽子（朝日放送テレビ）
- AD：大田遼、吉野加椰
- ディレクター：木下尚哉（朝日放送テレビ）、米澤のぞ美（ABCリブラ）
- 演出：児玉裕佳（朝日放送テレビ）
- プロデューサー：芝聡・重信篤志（朝日放送テレビ）、谷垣和歌子・山中脩平（吉本興業）
- 制作協力：吉本興業
- 制作著作：ABC TV